# لاک‌پشت
لاک‌پُشت‌ها یا سنگ‌پشت‌ها (به انگلیسی: Turtles, Tortoises) جانورانی خزنده، تخم‌گذار، علف‌خوار یا گوشتخوار هستند که بدنشان در یک پوشش استخوانی یا غضروفی به نام لاک که از دنده‌ها منشأ گرفته قرار دارد و فقط سر، دست‌ها، پاها و دم جانور از آن بیرون است. لاک‌پشت در هنگام احساس خطر می‌تواند دست و پای خود را به داخل آن کشیده و پنهان شود.
لاک‌پشت‌ها برحسب محیط زندگی به چند دسته تقسیم می‌شوند:
1. لاک‌پشت‌های رودخانه‌ای و برکه‌ای
2. لاک‌پشت‌های دریایی که پنجه نداشته و با کمک پاهای باله‌مانند خود در دریا شنا می‌کنند.
3. لاک‌پشت‌های خاکی یا خشکی‌زی[۲]

## ویژگی‌ها
لاک‌پشت‌ها خزندگانی با لاک استخوانی بوده و از بی‌کمانان هستند. آن‌ها جانورانی خونسرد هستند و دمای بدنشان وابسته به محیط اطراف آن‌ها است. دمای بدن لاک‌پشت‌های پوست چرمی دریایی به دلیل متابولیسم بدنی بالایشان به میزان قابل توجهی بیشتر از دمای آب اطرافشان در دریاها می‌باشد.
لاکپشت‌ها توانایی یادگیری یک کلمه از زبان انسان را دارند، اما همان‌طور که سرعت پایینی در حرکت دارند، در یادگیری نیز بسیار کند می‌باشند. به‌طور مثال می‌توان با داشتن لاکپشت در منزل حس داشتن سگ خانگی را تجربه کرد به طوری که ۶ ماه و نیم با یک رادیو صوت هاپ هاپ را در کنار گوش حیوان در ساعات پایانی شب پخش کرد و بعد از شش ماه و نیم یک لاکپشت خانگی مانند سگی وفادار را در کنار خود داشت.
لاک‌پشت‌ها به همراه دیگر خزندگان، پرندگان و پستانداران جزو آب پرده داران بوده و دارای شُش و بدون آبشش هستند و اکسیژن مورد نیاز خود را مستقیماً از هوا می‌گیرند. هر چند که بسیاری از آن‌ها در آب یا اطراف آب‌ها زندگی می‌کنند اما توانایی تخم‌گذاری در زیر آب را ندارند.
لاک‌پشت‌ها در مقایسه با دیگر خزندگان، عمری طولانی دارند. میزان طول عمر لاک‌پشت‌های دریایی حدود ۸۰ تا بیش از ۱۰۰ سال تخمین زده می‌شود. گونه‌های کوچک‌تر حتی آن‌هایی که به عنوان حیوان خانگی در منازل نگهداری می‌شوند، مثل لاک‌پشت‌های جعبه‌ای در حدود ۴۰ تا ۵۰ سال و برخی از آن‌ها بیشتر عمر می‌کنند.

## کالبدشناسی

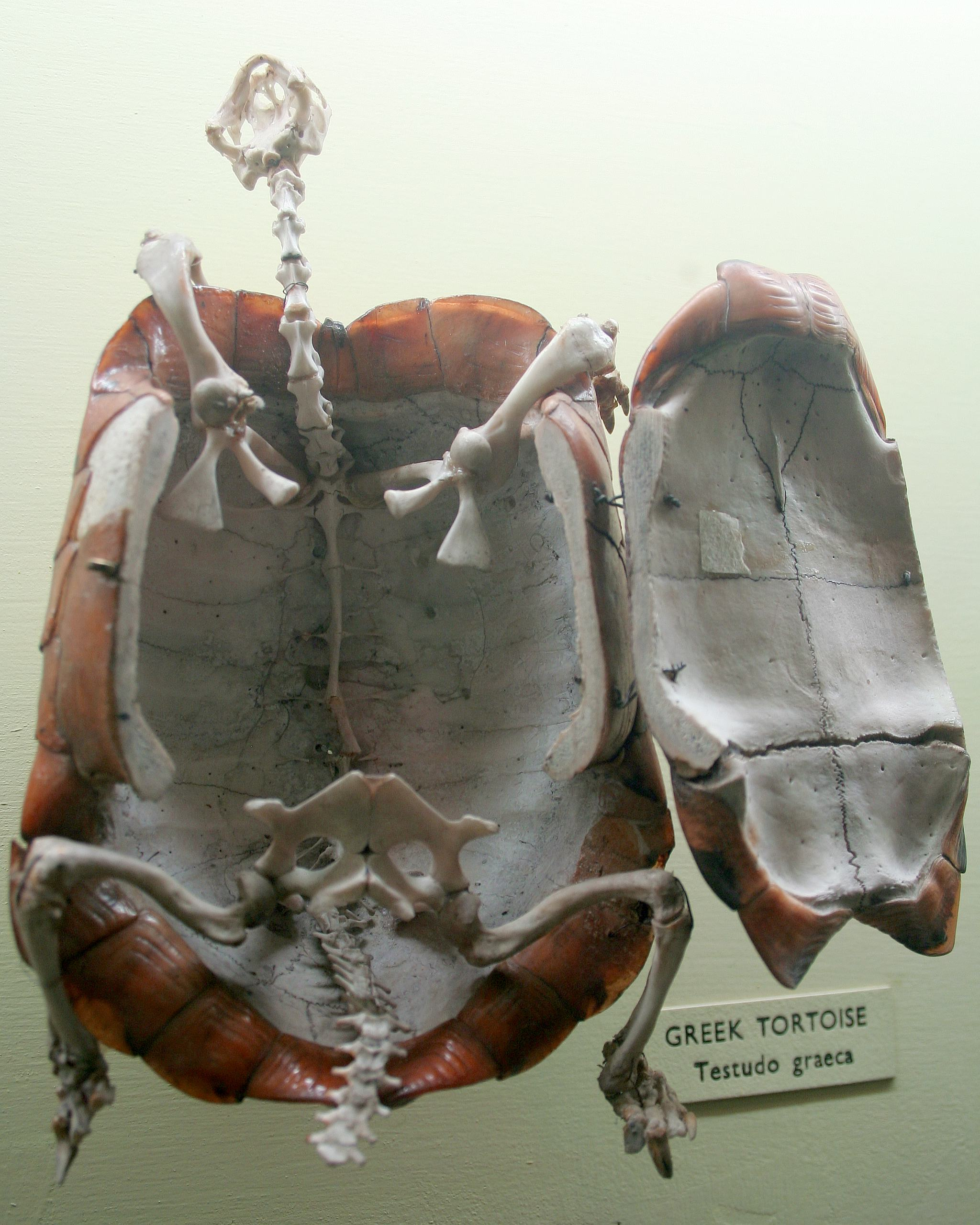
لاک لاک‌پشت

بیشتر بدن لاک‌پشت‌ها به‌وسیله یک استخوان یا صدف غضروفی حفاظت شده است که لاک نام دارد. این استخوان یا صدف از دنده‌های آن‌ها مشتق شده است. لاک در لاک‌پشت از صفحه‌های شاخی تشکیل شده است که استخوان و نقاط نرم و آسیب‌پذیر بدن را می‌پوشانند. ستون مهره‌ها، دنده‌ها و چند استخوان دیگر لاک‌پشت به سطح داخلی لاک متصل بوده و به همین علت لاک‌پشت‌ها موجوداتی کندرو و نسبتاً سنگین‌وزن هستند.
لاک پشتی را اصطلاحاً پشت‌لاک carapace و لاک شکمی را زیرلاک plastron می‌گویند. این دو بخش رویی و زیرین در نقاطی از جنس استخوان به نام «پُل‌ها» به یکدیگر متصل هستند. بخش درونی لاک متشکل از حدود شصت استخوان بوده و شامل استخوان‌های پشتی و دنده‌ها است. در بیشتر لاک‌پشت‌ها سطح بیرونی لاک آن‌ها با فلس‌های زبر و تیزی از جنس کراتین پوشیده شده که سپرچه scute نامیده می‌شوند. همه لاک‌پشت‌ها دارای این لایه‌های سخت نبوده و به عنوان مثال لاک‌پشت‌های چرمی و لاک‌پشت‌های نرم لاک به جای ساختارهای مستحکم کراتینی دارای لایه‌های چرمی هستند. لاک‌پشت‌های خشکی زی معمولاً دارای لاک‌های قطور و سنگین هستند و در مقابل، لاک‌پشت‌های آبزی معمولاً لاک‌های سبک تری دارند و این قابلیت باعث افزایش سرعت و ممانعت از غرق شدن جانور می‌شود. در برخی از لاک‌پشت‌ها به‌طور سالیانه یک لایه شاخی بر روی پوست ایجاد می‌شود و با بررسی تعداد و شکل و آرایش لایه‌های پوست می‌توان سن لاک‌پشت را تخمین زد که البته روش دقیقی نمی‌باشد.
دست و پاهای لاک‌پشت‌ها دارای اشکال و انواع متفاوتی است. لاک‌پشت‌های نَر خشکی زی پنجه‌های بلندتری داشته و این پنجه جهت تحریک جنس ماده در جفت‌گیری کاربرد دارد. در لاک‌پشت‌های دریایی دست و پاها تغییر شکل پیدا کرده و تبدیل به ساختارهای پارویی شکل مناسب شنا شده‌اند. برخی دیگر از لاک‌پشت‌های آبزی نیز دارای پره‌های پوستی مابین انگشتان هستند.
به نظر می‌رسد لاک‌پشت‌ها در حدود ۱۵۰ تا ۲۰۰میلیون سال پیش دندان‌های خود را از دست داده‌اند و لاک‌پشت‌های امروزی آرواره‌های بدون دندان و قدرتمند دارند. در اطراف این آرواره‌ها استخوان‌ها و زوائد شاخی موجود هست که این زوائد در لاک‌پشت‌های گوشت‌خوار بسیار تیز بوده و برای شکار و تکه‌تکه کردن غذا مناسب است. در گونه‌های گیاه‌خوار این زوائد شاخی پهن‌تر و مسطح بوده که برای جویدن گیاهان مناسب تر است. این لاک‌پشت‌ها جهت بلعیدن غذا از زبان خود استفاده می‌کنند اما برخلاف بسیاری از خزندگان نمی‌توانند از زبانشان برای برداشتن و گرفتن غذا استفاده کنند.

## اندازه
بزرگ‌ترین لاک‌پشت موجود در طبیعت لاک‌پشت پشت‌چرمی دریایی است که می‌تواند بیش از دو متر طول و ۹۰۰ کیلوگرم وزن داشته باشد. لاک‌پشت‌های آب شیرین معمولاً جثه ای کوچک دارند اما گونه ای از آن‌ها به نام لاک‌پشت لاک نرم غول‌پیکر آسیایی ممکن است تا دو متر طول داشته باشد. همچنین گونهٔ لاک‌پشت گازگیر الیگاتور به عنوان بزرگ‌ترین گونهٔ لاک‌پشت در آمریکای شمالی می‌تواند تا هشتاد سانتی‌متر طول و ۱۱۳ کیلوگرم وزن داشته باشد. در گذشته گونه‌هایی از لاک‌پشت‌های خشکی‌زی بسیار بزرگ و غول‌پیکر در نواحی مختلف در سراسر دنیا وجود داشته‌اند اما برخی از آن‌ها در دورانی همزمان با پیدایش انسان منقرض یا به نواحی خاصی محدود شده‌اند. به نظر می‌رسد شکار بی‌رویه توسط انسان‌ها دلیل اصلی انقراض و کاهش پراکندگی این گونه‌ها بوده است و امروزه برخی از آن‌ها تنها در نقاط معدودی مانند جزایر گالاپاگوس و سیشل یافت می‌شوند. این لاک‌پشت‌ها می‌توانند تا ۱۳۰ سانتی‌متر طول و حدود ۳۰۰ کیلوگرم رشد کنند. بزرگ‌ترین گونهٔ منقرض‌شدهٔ لاک‌پشت‌ها موسوم به لاک‌پشت حاکم (Archelon) تا چهار متر طول و ۲۲۰۰ کیلوگرم وزن داشته و در دوره کرتاسه پسین می‌زیسته است. کوچک‌ترین لاک‌پشت کنونی گونهٔ Chersobius signatus با حداکثر ۸ سانتی‌متر طول و ۱۴۰ گرم وزن است و در آفریقای جنوبی یافت می‌شود.

## رفتارشناسی
حواس
دستِ‌کم چند گونه از لاک‌پشت‌ها توانایی تشخیص رنگ‌های مختلف را دارند و برخی از آن‌ها نیز رنگ‌های مشخصی را بر دیگر رنگ‌ها ترجیح می‌دهند. همچنین رنگ لاک‌پشت‌های نر در برخی از گونه‌ها در فصل جفت‌یابی تغییر کرده و به عنوان عاملی جهت جلب توجه ماده‌ها به کار می‌رود.
در چشم لاک‌پشت‌ها تعداد زیادی سلول‌های استوانه ای وجود دارد. به همین علت تصور می‌شود که لاک‌پشت‌ها توان دید در شب بسیار قوی دارند.
برقراری ارتباط
عموماً لاک‌پشت‌ها جانورانی کاملاً خاموش و بدون صدا تصور می‌شوند اما در واقع لاک‌پشت‌ها توان تولید صداهای متنوعی را در هنگام برقراری ارتباط دارند.
برخی لاک‌پشت‌های خاک‌زی در هنگام معاشقه و جفت‌گیری صداهایی تولید می‌کنند. گونه‌های متعددی از لاک‌پشت‌های دریایی و لاک‌پشت‌های آب شیرین نیز از بدو تولد تا بزرگسالی و پیری قادر به تولید صداهایی عموماً کوتاه و با فرکانس پایین برای برقراری ارتباط با هم هستند. یکی از کاربردهای تولید این صداها حفظ یک پارچگی دستهٔ لاک‌پشت‌ها هنگام مهاجرت می‌باشد.
گونه‌ای لاک‌پشت به نام لاک‌پشت سربزرگ در مواقعی که توسط انسان یا جانوران شکارچی از آب خارج می‌شود برای ترساندن شکارچی، تولید صدایی غرش‌مانند می‌کند.
لاک‌پشت‌ها برای برقراری ارتباط با یکدیگر روش‌های دیگری به جز تولید صدا نیز دارند. برای نمونه؛ در هنگام معاشقه، لاک‌پشت گوش‌قرمز نر، با کشیدن پنجه‌های بلندش بر صورت لاک‌پشت ماده باعث تحریک جانور ماده و ادامهٔ جفت‌گیری می‌شود.
هوش
با وجود اینکه نسبت وزن مغز به وزن بدن در لاک‌پشت‌ها پایین است اما لاک‌پشت‌ها هوش بالایی دارند. رفتارهایی مانند بازی کردن و حل مسائل در آن‌ها دیده شده است. لاک‌پشت‌های جنگلی در مقایسه با موش صحرایی (رَت) سفید توانایی بیشتری در مسیریابی در هزارتو دارند. بررسی‌ها نشات داده است که لاک‌پشت‌ها آموزش پذیرند و حافظهٔ بالایی نیز دارند.

## زادوولد

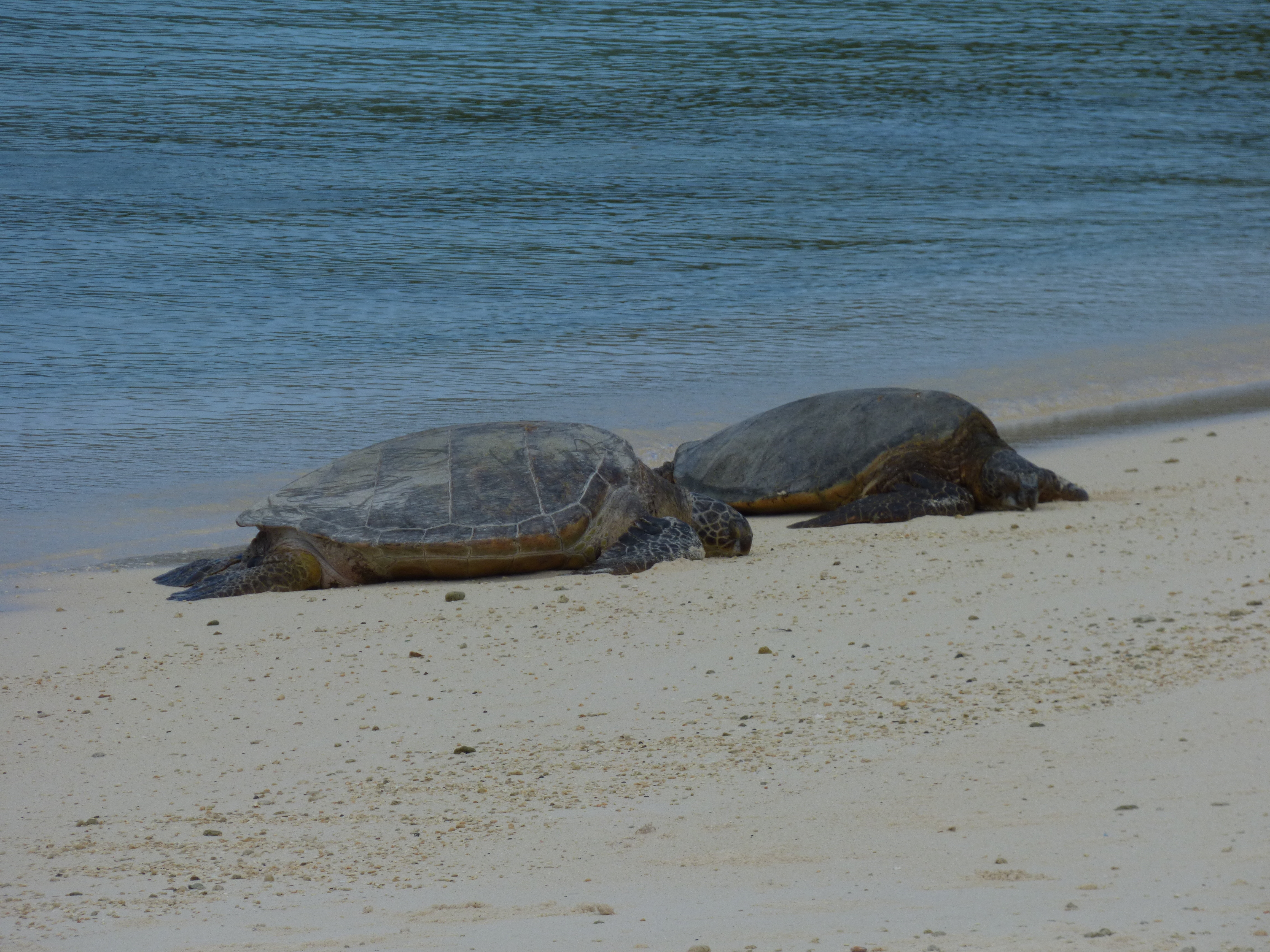
لاک‌پشت‌های در جزیره شنی ساحل لاک‌پشت‌ها

لاک‌پشت‌ها تنوع و تفاوت‌های زیادی در رفتارهای تولیدمثلی و جفت‌گیری دارند. در برخی از گونه‌ها، لاک‌پشت‌های نر جهت تصاحب ماده‌ها با یکدیگر می‌جنگند. لاک‌پشت‌های دریایی بیشتر عمر خود را در دریا می‌گذرانند، ولی در فصل زادوولد برای جفت‌گیری به آب‌های کم‌عمق و به نزدیکی سواحل می‌آیند. لاک‌پشت‌های ماده، شب به ساحل می‌آیند و تخم‌گذاری می‌کنند. آن‌ها شب را به کندن چاله می‌گذرانند و تا ۲۰۰ تخم می‌گذارند. بچه لاک‌پشت‌های تازه متولدشده دشمنان زیادی دارند و بسیاری از نوزادان پیش از آنکه به سن تولیدمثل برسند کشته می‌شوند. تخم لاک‌پشت‌ها مشابه تخم اکثر خزندگان نرم و حالت چرمی دارد و در ساختار و ترکیبات با تخم پرندگان متفاوت است. در برخی از گونه‌ها دما در تعیین جنسیت نوزادان نقش دارد. دمای بالا باعث ایجاد نوزادان ماده شده و دماهای پایین باعث ایجاد نوزادان نر می‌شود. تخم‌ها معمولاً درون حفره‌های گِلی و ماسه‌ای گذاشته و دفن می‌شوند و جانور ماده پس از تخم‌گذاری تخم‌ها را به حال خود رها می‌کند. تخم‌ها بسته به گونهٔ لاک‌پشت پس از ۷۰–۱۲۰روز تبدیل به نوزاد می‌شوند. نوزادان متولد شده ممکن است تا سال‌ها به سن بلوغ و تولیدمثل نرسند. تخم‌گذاری لاک‌پشت‌ها ممکن است به‌طور سالیانه انجام نشده و فواصل چند ساله بین تخمگذاری‌ها وجود داشته باشد.

## اکولوژی و نحوهٔ زندگی

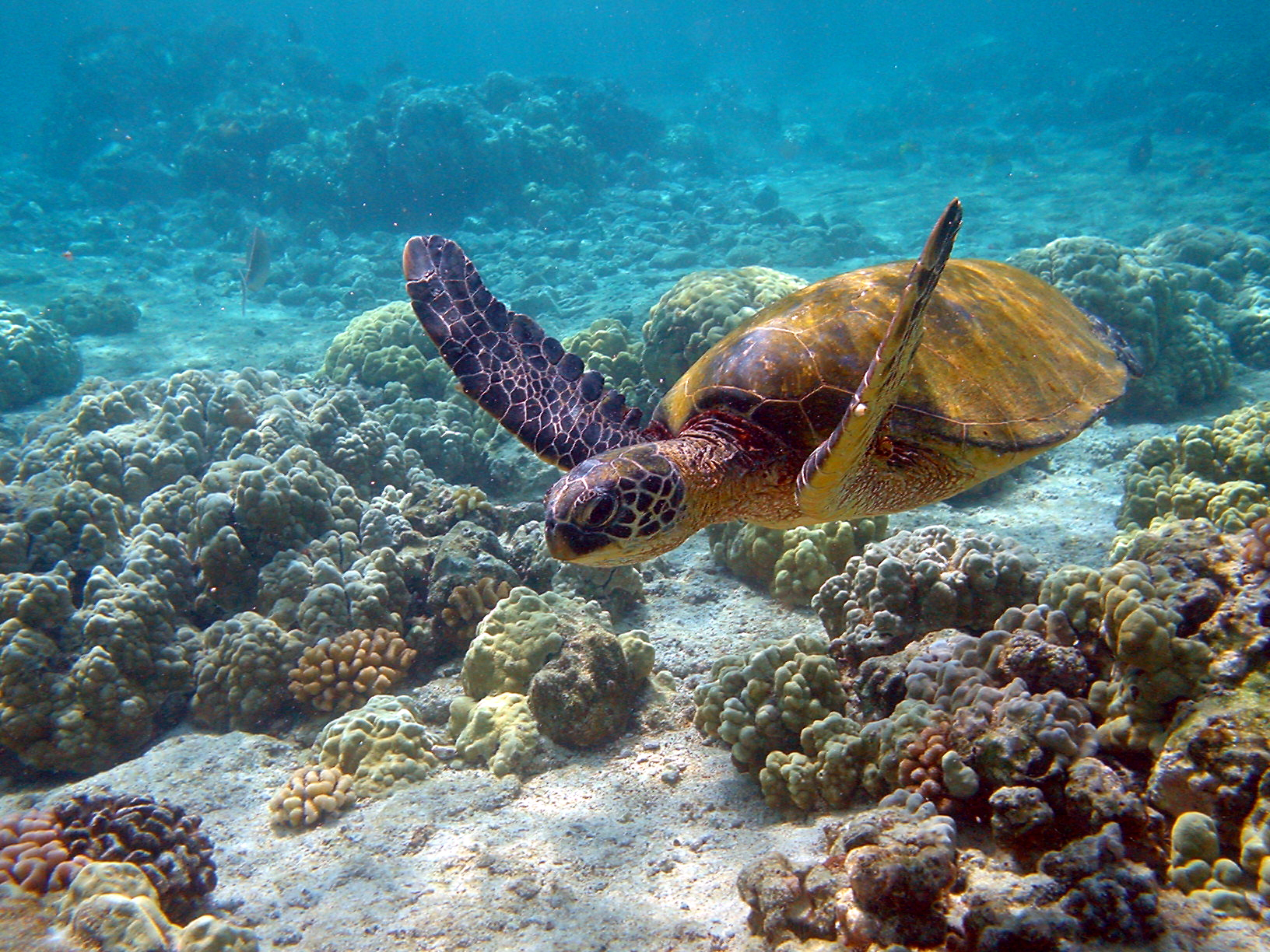
لاکپشت هاوایی

گرچه بعضی لاک‌پشت‌ها بیشتر عمر خود را در آب می‌گذرانند اما به دلیل نبود آبشش باید برای تنفس به سطح آب بیایند. میزان زیر آب ماندن در بین تنفس‌ها در انواع لاک‌پشت‌ها بسته به گونه بین یک دقیقه تا یک ساعت متغیر است. بعضی لاک‌پشت‌ها دارای مجرای کلواک بزرگی هستند و در این مجرا دارای برجستگی‌هایی هستند که مشابه آبشش ماهی‌ها عمل کرده و در جذب اکسیژن محلول در آب به لاک‌پشت کمک می‌کنند.
تغذیه
لاک‌پشت‌ها بسته به گونه و محل زندگی رژیم غذایی متفاوتی دارند اما عموماً از گیاهان آبزی و بی‌مهرگانی همچون کرم‌ها و حلزون‌ها و حشرات و همچنین بقایای جانوران مرده تغذیه می‌کنند. برخی لاک‌پشت‌های برکه ای شکارچی هستند و از ماهی‌ها تغذیه می‌کنند. به دلیل نیاز زیاد به پروتئین در مراحل رشد و نمو، لاک‌پشت‌های کوچک و در حال رشد و نابالغ تمایل بیشتری به غذاهای گوشتی نشان می‌دهند.
لاک‌پشت‌های دریایی عمدتاً از غذاهای نرم همچون عروس دریایی و اسفنج‌های دریایی تغذیه می‌کنند. برخی از لاک‌پشت‌ها که دارای آرواره‌های قوی‌تری هستند ممکن است از صدف‌ها و غذاهای سخت‌تر نیز تغذیه کنند. البته بعضی از آن‌ها نیز مانند لاک‌پشت سبز دریایی تنها از گیاهان آبی و مخصوصاً جلبک‌ها تغذیه می‌کنند.

### مهاجرت لاک‌پشت‌ها
لاک‌پشت‌های چرمی (Dermochelys coriacea) طولانی‌ترین مسیرهای مهاجرت را در میان خزندگان دارند. تحقیقات نشان داده‌اند که این موجودات می‌توانند مسافتی تا ۲۰،۰۰۰ کیلومتر را در اقیانوس‌ها طی کنند. آنها از توانایی منحصر به فردی برای جهت‌یابی با استفاده از میدان مغناطیسی زمین برخوردارند. [منبع: Nature Communications, 2024]
جالب‌تر اینکه لاک‌پشت‌های ماده پس از ۲۰-۳۰ سال به همان ساحلی که در آن متولد شده‌اند بازمی‌گردند تا تخم‌گذاری کنند. این پدیده که "بازگشت به زادگاه" نام دارد، یکی از رازهای حل‌نشده زیست‌شناسی است. دانشمندان معتقدند لاک‌پشت‌ها از نشانه‌های شیمیایی و ویژگی‌های مغناطیسی ساحل برای شناسایی محل تولد خود استفاده می‌کنند. [منبع: Marine Biology, 2023]

## پیشینه
یکی از ویژگی‌های اولیه مهم در طبقه‌بندی گروه‌های مختلف جانداران تعداد قوس‌های حفره‌دار یا کمان‌های گیجگاهی (سیناپسی) است. خزندگان هم‌کمان (سیناپسید) که نیای اولیه پستانداران به‌شمار می‌رود می‌شوند و امروزه منقرض شده‌اند همگی دارای یک جفت سوراخ گیجگاهی در قسمت جانبی سر خود بودند.
خزندگان دوکمان (دیاپسید) که جد خزندگان و پرندگان معاصر می‌باشند علاوه بر یک جفت سوراخ در ناحیه گیجگاهی، دارای یک جفت منفذ پشت گیجگاهی در عقب جمجمه خود می‌باشند. گروه سوم یعنی خزندگان بی‌کمان (آناپسید) که ناحیه گیجگاهی جمجمه آنها بدون حفره است و تنها لاک‌پشت‌های معاصر از این گروه باقی مانده‌اند. فهم این تفاوت‌ها زمانی در گروه نافراگیر (پارافیلتیک) خزندگان اهمیت پیدا می‌کند که لاک‌پشت‌ها تنها در برخی صفات عمومی از جمله تخم پوسته‌دار آمنیونی، پوست فلس‌دار محکم، لقاح داخلی و برخی ویژگی‌های دیگر به خزندگان شباهت دارند، با این حال لاک‌پشت‌ها در مجموع گروه قدیمی از خزندگان محسوب می‌شوند که در اواخر پرمین از گروهی به نام پیش‌انجامگان (پروکولوفونیدها) جدا شده‌اند.
قدیمی‌ترین فسیل لاک‌پشت‌ها مربوط به ۲۰۰ میلیون سال پیش یعنی دورهٔ ژوراسیک است، محققان معتقدند که این گروه از جانوران تا به امروز تغییرات قابل ملاحظه ای نکرده‌اند.

## طبقه‌بندی

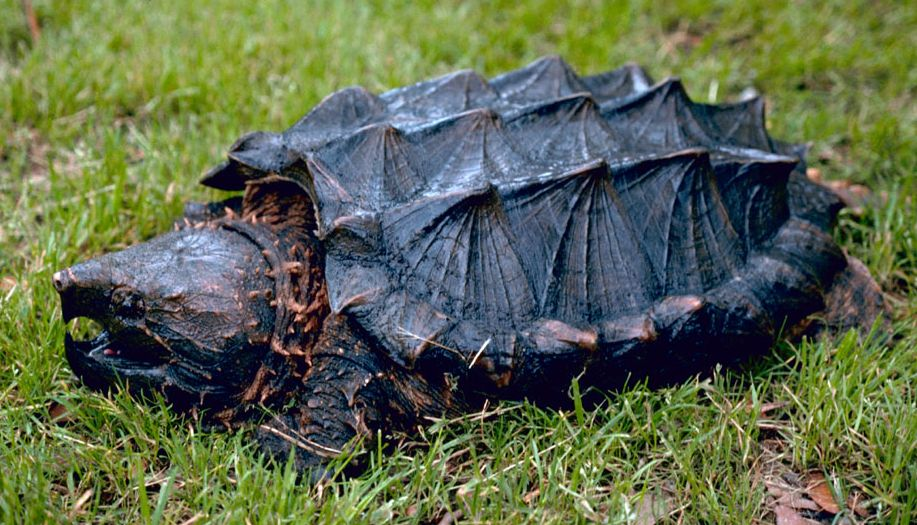
نژادی از لاک‌پشت که به لاک‌پشت تمساح معروف است.

از نظر طبقه‌بندی زیست‌شناسی، لاک‌پشت‌ها به راسته لاک‌پشت‌سانان (Testudines) تعلق دارند که شامل گونه‌های کنونی موجود و گونه‌های منقرض شده می‌باشد. اولین اعضای شناسایی شده از این گروه، مربوط به دورهٔ ژوراسیک میانی هستند و این موضوع بیانگر قدمت بیشتر پیدایش لاک‌پشت‌ها در مقایسه با مارها و کروکودیل‌ها است. در حال حاضر ۳۵۶ گونه لاک‌پشت در چهارده خانواده در طبیعت زندگی می‌کنند که برخی از آن‌ها به شدت در خطر انقراض هستند. لاک‌پشت‌های کنونی به دو زیر راسته تقسیم می‌شوند. زیرراستهٔ کنارگردن و زیرراسته نهان‌گردن که نهان گردن‌ها در مقایسه با کنارگردن‌ها گروه بزرگ‌تری بوده و تعداد گونه‌ها و تنوع بیشتری دارند. این گونه‌ها شامل خانواده‌های لاک‌پشت‌های گازگیر، لاک‌پشت‌های دریایی، لاک‌پشت‌های زمینی، لاک‌پشت‌های نرم‌کاسه و لاک‌پشت برکه‌ای هستند. زیرراستهٔ کنارگردن‌ها دارای تعداد گونه‌های کمتری هستند و شامل برخی از لاک‌پشت‌های آب شیرین هستند. بسیاری از گونه‌های کنارگردن هزاران سال پیش منقرض شده‌اند.

### لاک‌پشت‌های ایران
ایران زیستگاه چندین گونه ارزشمند از لاک‌پشت‌هاست. لاک‌پشت مهمیزدار (Testudo graeca) تنها گونه خشکی‌زی ایران است که در مناطق استپی و نیمه‌بیابانی زندگی می‌کند. این گونه می‌تواند تا ۸۰ سال عمر کند و در فصول سرد به خواب زمستانی فرو می‌رود. [منبع: سازمان حفاظت محیط زیست ایران، ۱۴۰۲] 

در آب‌های جنوبی ایران، لاک‌پشت پوزه‌عقابی (Eretmochelys imbricata) یافت می‌شود که متاسفانه در خطر انقراض قرار دارد. این گونه به خاطر لاک زیبایش که در ساخت وسایل تزئینی استفاده می‌شود، مورد تهدید شکار غیرقانونی قرار گرفته است. برنامه‌های حفاظتی در جزایر خلیج فارس برای نجات این گونه در حال اجراست. [منبع: IUCN Red List, 2023]

## لاک‌پشت‌ها و انسان

### به عنوانحیوان خانگی
گونه‌های مختلفی از لاک‌پشت‌ها به ویژه انواع خشکی‌زی کوچک و گونه‌های ساکن آب شیرین به عنوان حیوان خانگی مورد استفاده هستند. از محبوب‌ترین آن‌ها می‌توان به لاک‌پشت روسی، لاک‌پشت مهمیزدار و لاک‌پشت گوش‌قرمز اشاره کرد. در برخی مناطق رهاسازی لاک‌پشت‌های غیربومی در طبیعت باعث بروز عواقب زیست‌محیطی شده و لاک‌پشت‌های رها شده در طبیعت تکثیر و به صورت گونه ای مهاجم درآمده‌اند. همچنین زنده‌گیری و صید لاک‌پشت‌ها از طبیعت در برخی مناطق باعث تهدید نسل آن‌ها شده و به همین دلایل در کشورهای مختلف قوانینی در ممنوعیت خرید و فروش آن‌ها وضع شده است.

### در فرهنگ ایران
این موجود در فرهنگ ایران کهن مورد احترام بوده و به نام «زیری‌میاک» شناخته می‌شده است. در برخی ترجمه‌های اوستایی این نام «خرامنده در سبزه» آمده است. در ادبیات فارسی نام سنگ‌پشت نیز به کار رفته است. همچنین، باخه نام دیگر لاک‌پشت است.
- چون باخه‌ای به همت زادی ز بیضهٔ دین / دان خصم جان هوا را چون ماهیان هوا را (امیرخسرو: مجمع‌الفرس: باخه)

لاک‌پشت در زبان فارسی از دو بخش "لاک" به معنای پوشش سخت و "پشت" تشکیل شده که به شکل ظاهری این موجود اشاره دارد. جالب اینکه در متون کهن فارسی مانند "برهان قاطع" از واژه "کشف" نیز برای اشاره به لاک‌پشت استفاده شده است. در فرهنگ عامه ایران، لاک‌پشت با نام‌های محلی مختلفی شناخته می‌شود؛ برای مثال در گیلان به آن "سِپِه" و در بلوچستان "کشپ" می‌گویند. [منبع: فرهنگ واژگان حیات وحش ایران، ۱۳۹۸]
نام‌های دیگر برای لاک‌پشت در فارسی عبارتند از: سنگ‌پشت؛ کاسه‌پشت؛ خشک‌پشت؛ کَشَف؛ کشتوک؛ کَشَو و باخه.

### دیگر فرهنگ‌ها
در اساطیر ملل مختلف، لاک‌پشت جایگاه ویژه‌ای دارد. در افسانه‌های هندی، جهان بر پشت لاک‌پشتی غول‌پیکر به نام "آکومارا" قرار دارد. چینی‌ها لاک‌پشت را نماد خرد و طول عمر می‌دانند و در باورهای سرخپوستان آمریکایی، لاک‌پشت حامل زمین است. این تنوع نام‌ها و باورها نشان‌دهنده اهمیت فرهنگی این خزنده در تمدن‌های مختلف است. [منبع: کتاب نمادهای جانوری در تمدن‌های باستانی، ۱۴۰۰]

### مصرف خوراکی
از دیرباز در برخی فرهنگ‌ها و کشورها از گوشت لاک‌پشت جهت مصارف خوراکی و درمانی استفاده می‌شده است. در بعضی از کشورها به دلیل کاهش شدید جمعیت لاک‌پشت‌ها در طبیعت، مزارع پرورش لاک‌پشت تأسیس شده و به تولید صنعتی لاک‌پشت می‌پردازند. علاوه بر گوشت، روغن لاک‌پشت نیز در برخی نقاط دنیا تهیه و مصرف می‌شود.
گوشت لاک‌پشت‌های وحشی فرهنگ‌های آسیایی خورده می‌شود، در حالی که سوپ لاک‌پشت زمانی یک غذای محبوب در غذاهای انگلیسی بود. خورش لاک پشت گوفر در برخی از گروه‌ها در فلوریدا محبوب بوده است. تخم‌های لاک‌پشت به‌عنوان محرک جنسی یا خواص دارویی، تجارت بزرگی را برای آن‌ها در آسیای جنوب شرقی ایجاد کرده است. پلاسترون‌های لاک‌پشت سخت و کاراپاس‌های پوسته نرم به‌طور گسترده در طب سنتی چینی استفاده می‌شوند. تایوان سالانه نزدیک به ۲۰۰ تن پوستهٔ سخت از همسایگان خود از سال ۱۳۷۷ تا ۱۳۸۶ شمسی وارد می‌کرد. یک داروی محبوب مبتنی بر گیاهان و پوسته لاک‌پشت ژله گالینگو است. املاح لاک‌پشت که به‌طورکل از لاک آن به‌دست می‌آید، برای قرن‌ها برای ساخت جواهرات، ابزار و زیور آلات در اطراف غرب اقیانوس آرام استفاده شده است. بر این اساس، آن‌ها برای پوسته‌های‌شان شکار شده‌اند. تجارت لاک لاک پشت در سال ۱۳۵۵ توسط کنوانسیون بین‌المللی تجارت گونه‌های جانوری و گیاهی وحشی در حال انقراض (CITES) ممنوع شد. برخی از فرهنگ‌ها از پوسته لاک پشت برای ساخت آلات موسیقی استفاده کرده‌اند: شمن‌های بومی آمریکایی آن‌ها را به شکل جغجغه‌های تشریفاتی می‌ساختند، در حالی که آزتک‌ها، مایاها و میکستک‌ها طبل‌های آیوتل را می‌ساختند.

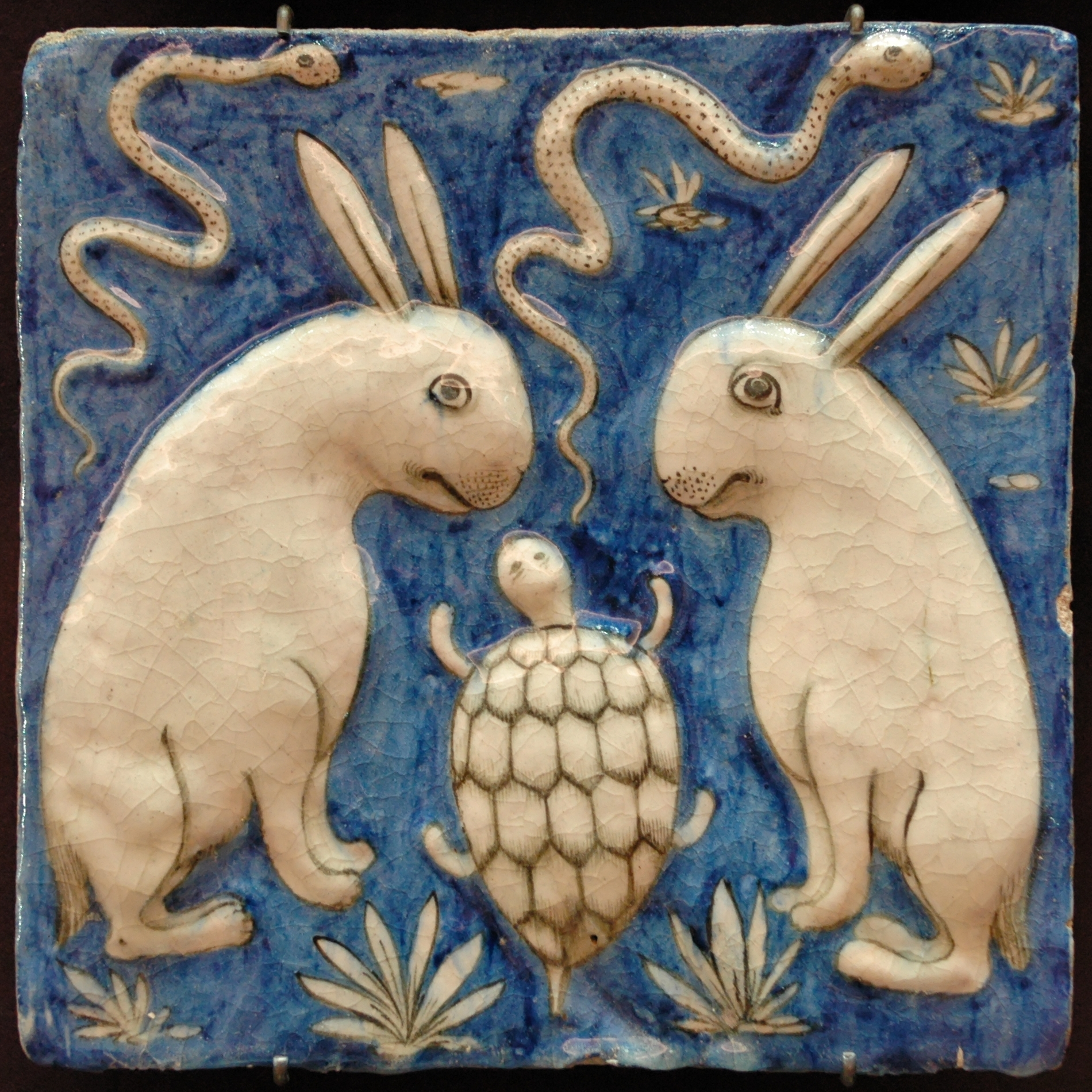
کاشی لعاب‌دار با نقش مار، خرگوش و لاک‌پشت به عنوان نگاره‌ای برای آذین کتاب عجائب المخلوقات وغرائب الموجودات نوشته زکریای قزوینی، مربوط به سده ۱۳ میلادی

## نگارخانه

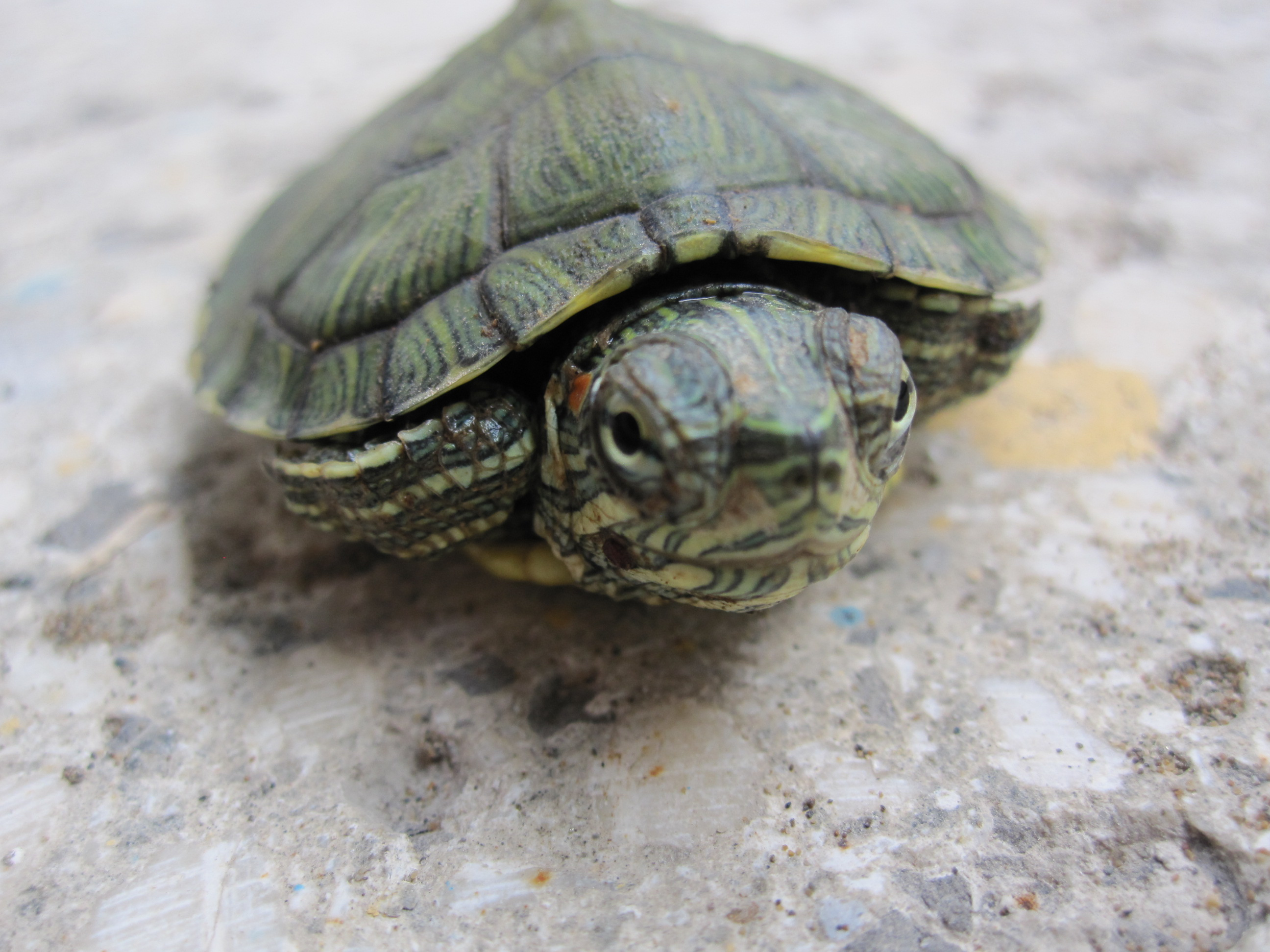
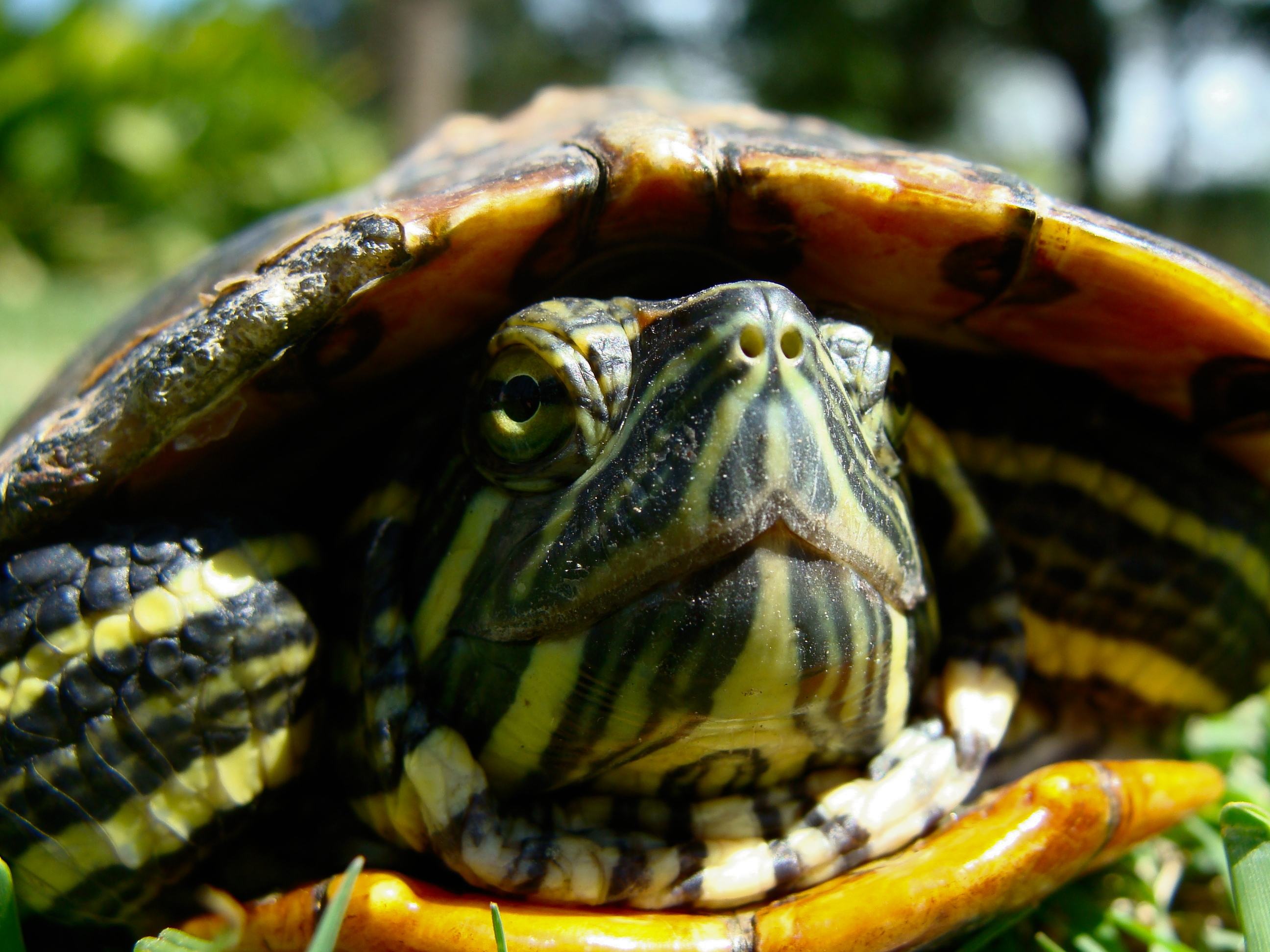
یک لاک‌پشت تگزاسی ازنوع گوش‌سرخ. چینی‌ها از تخم این لاکپشت در غذای خود استفاده می‌کنند.
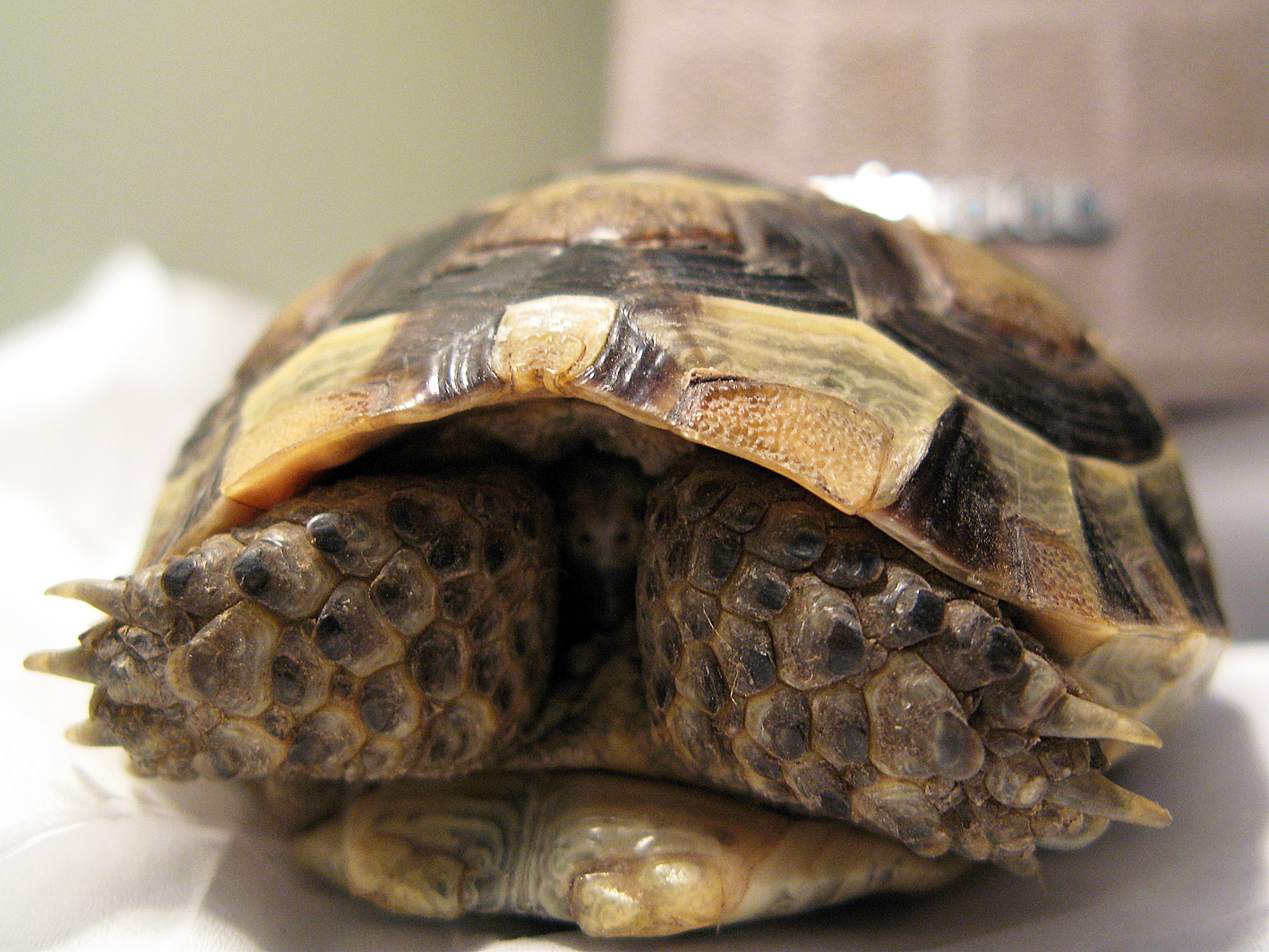
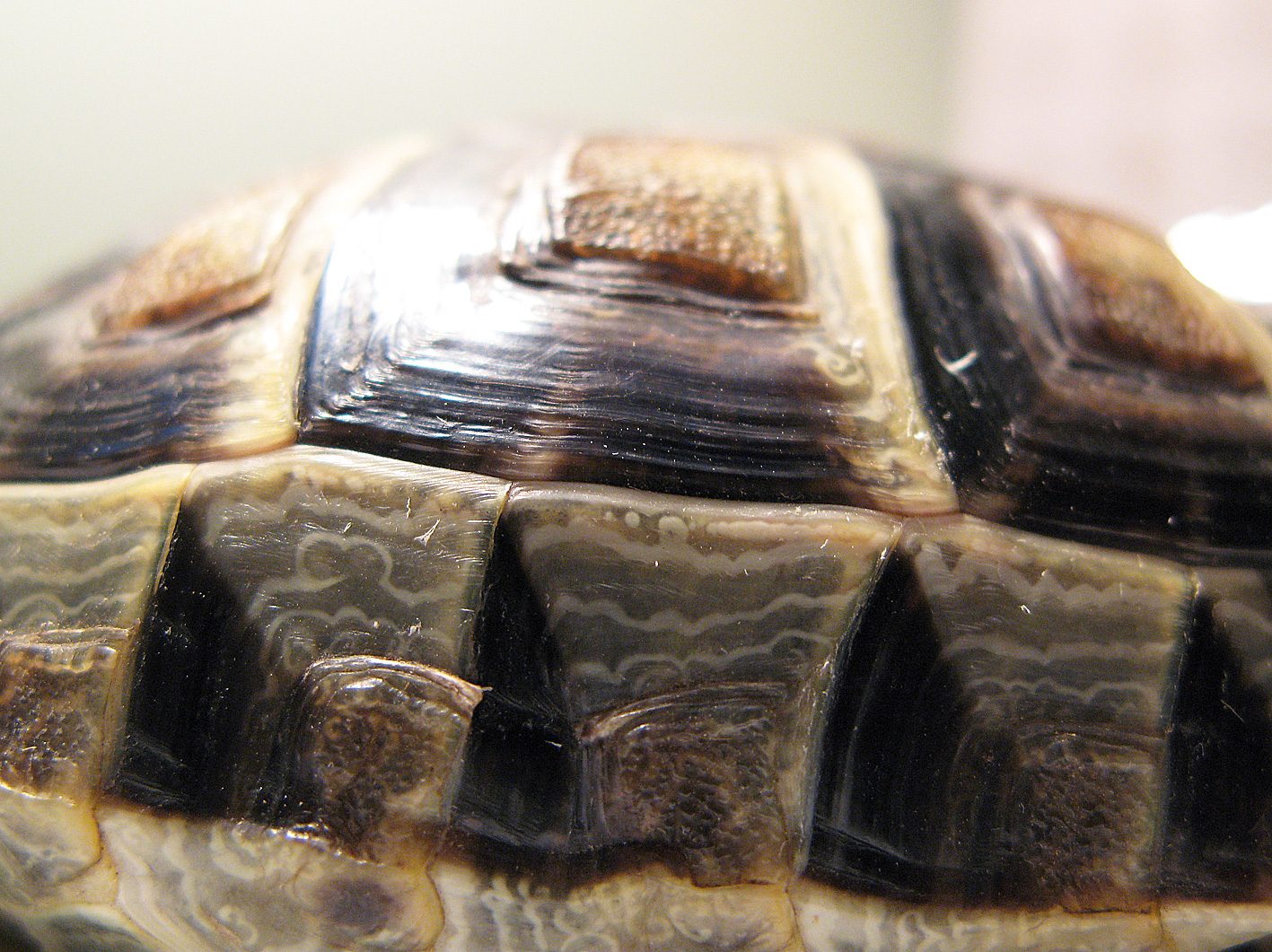
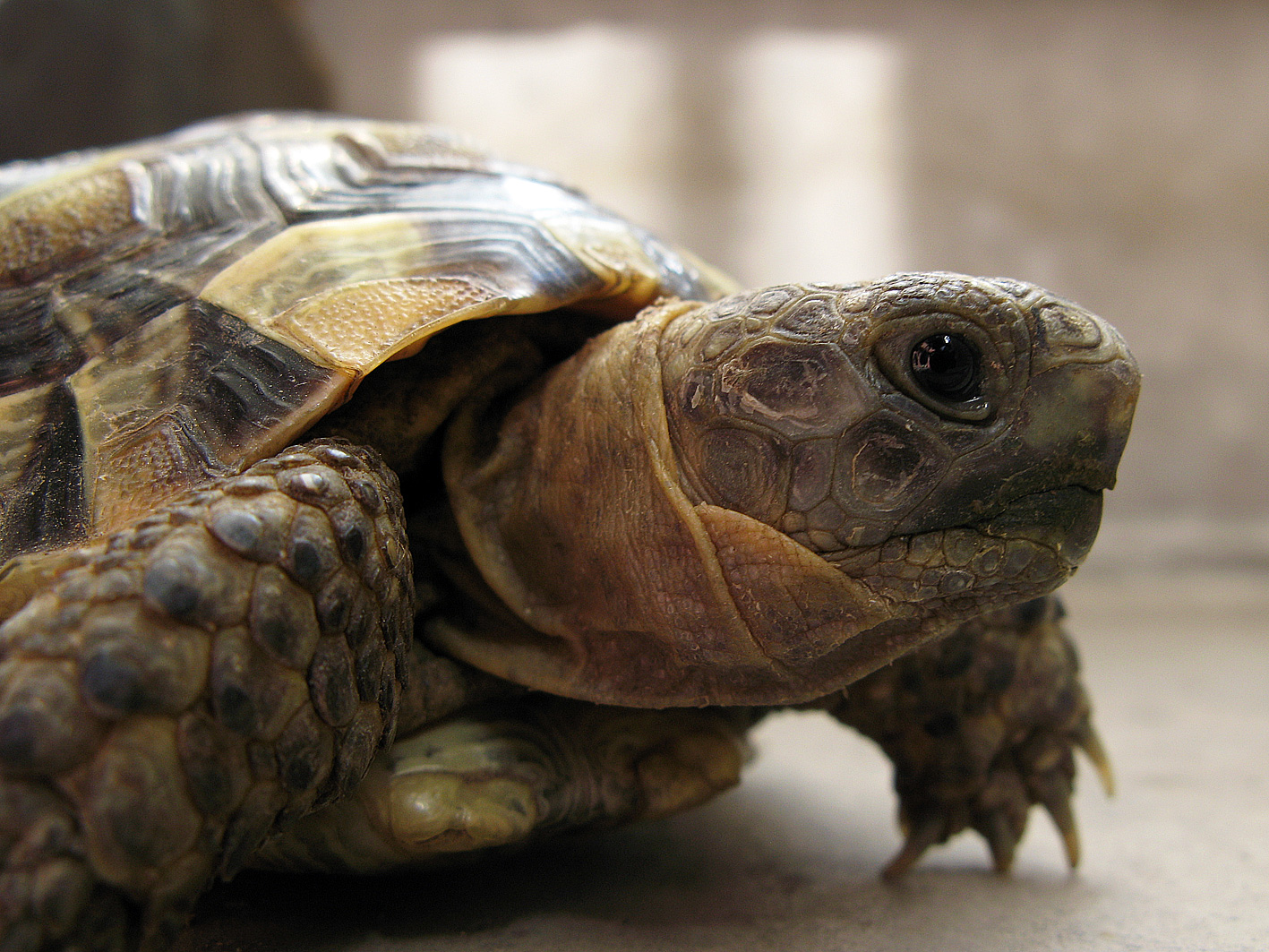
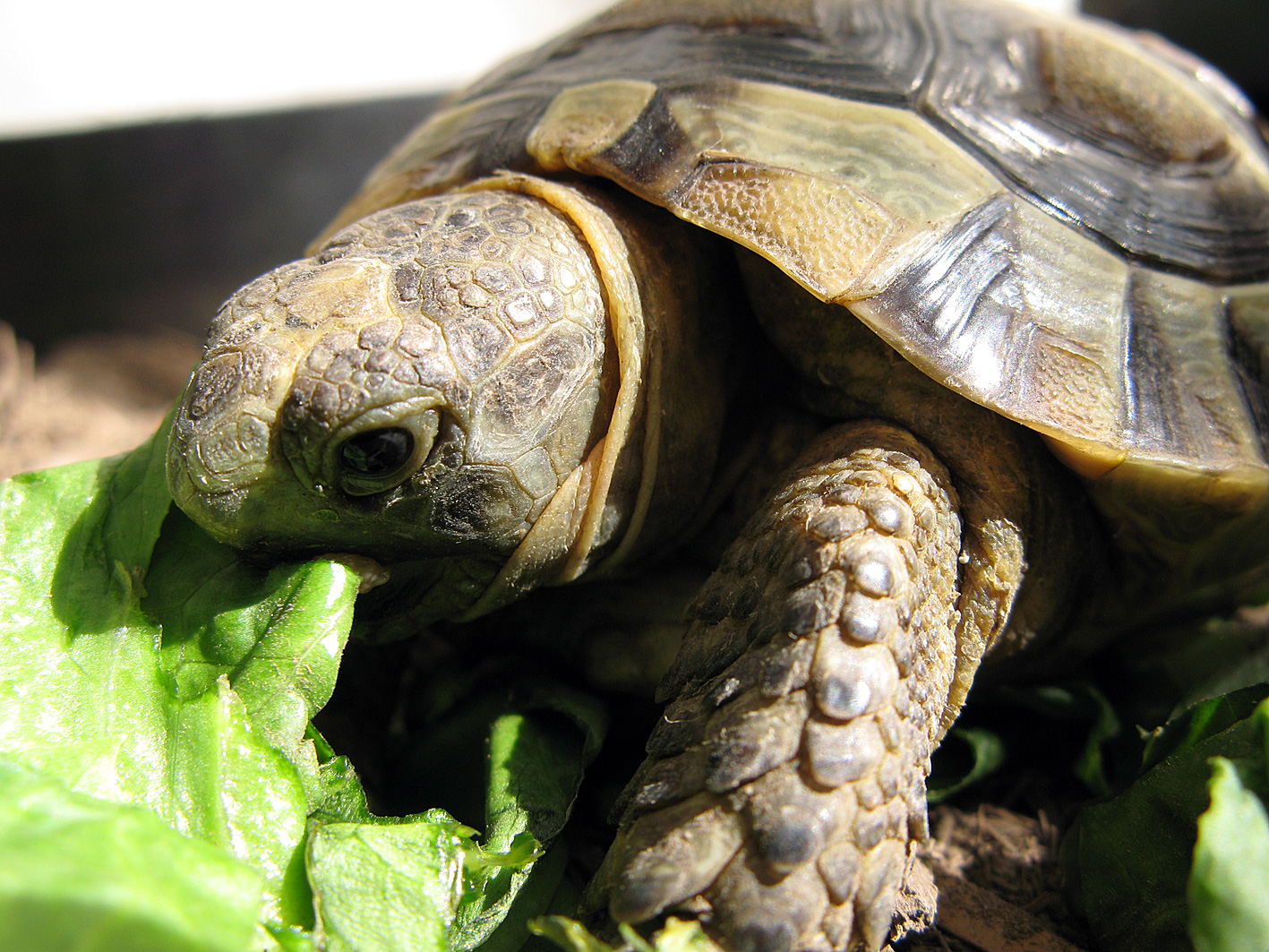
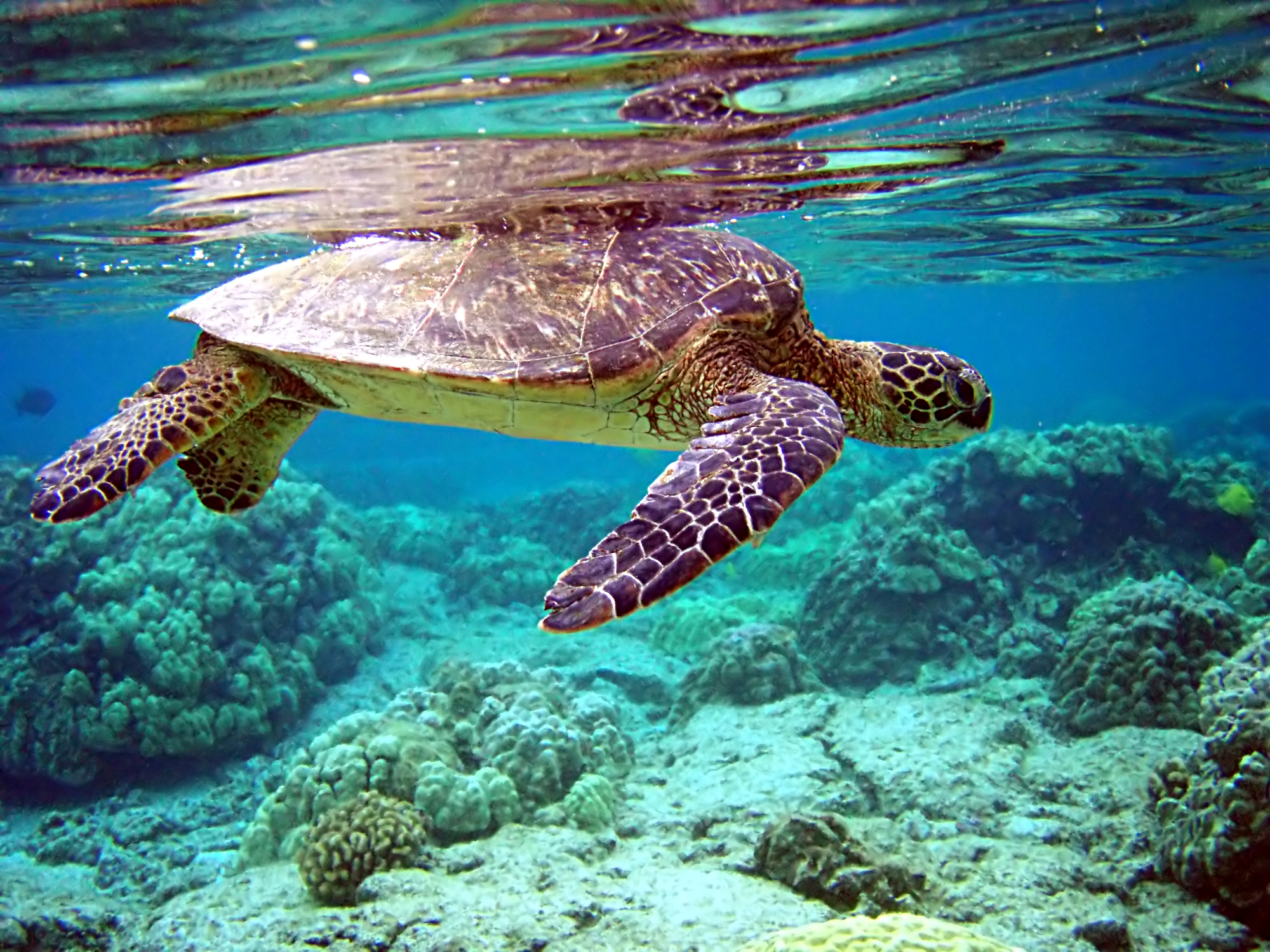
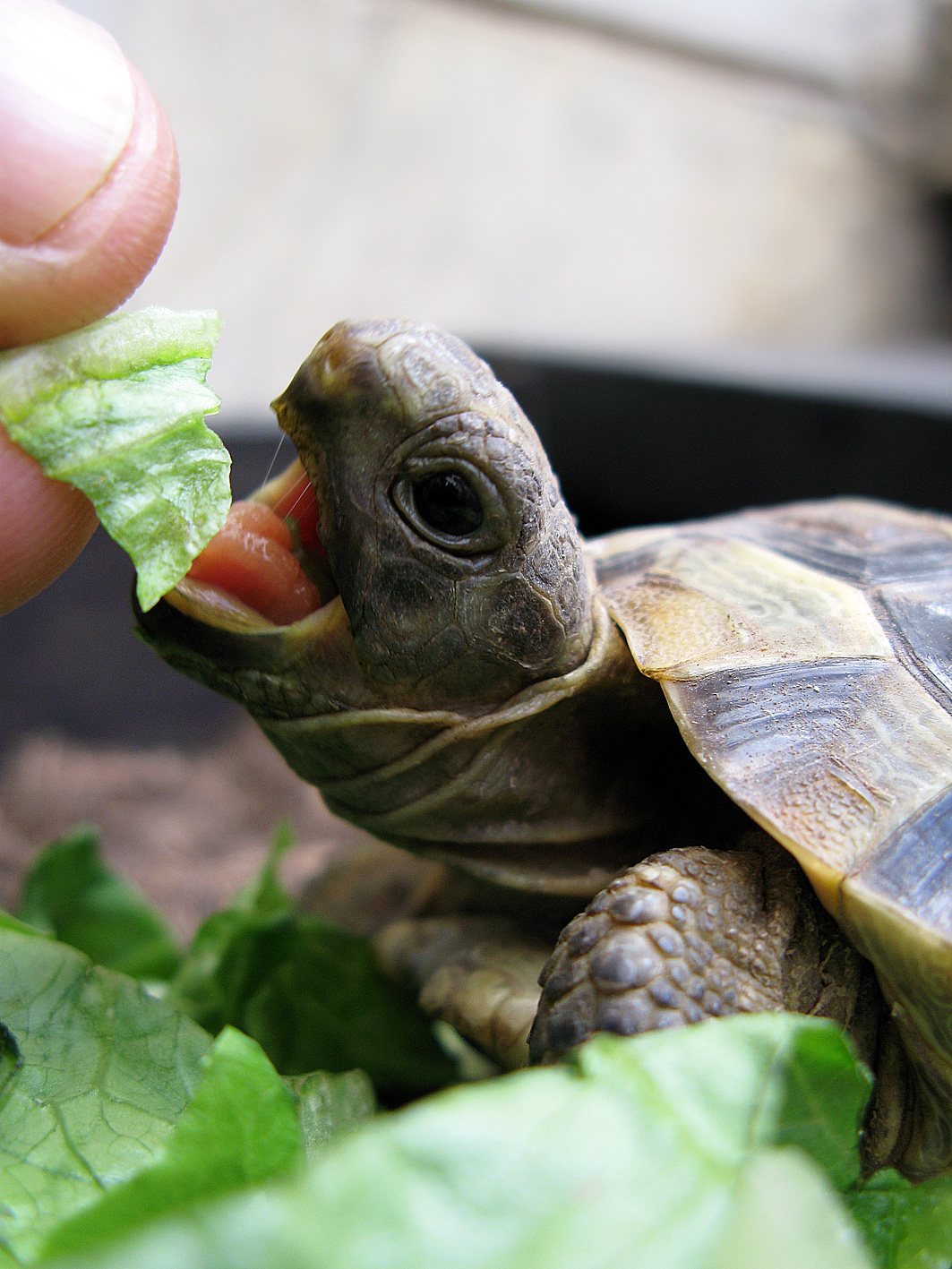
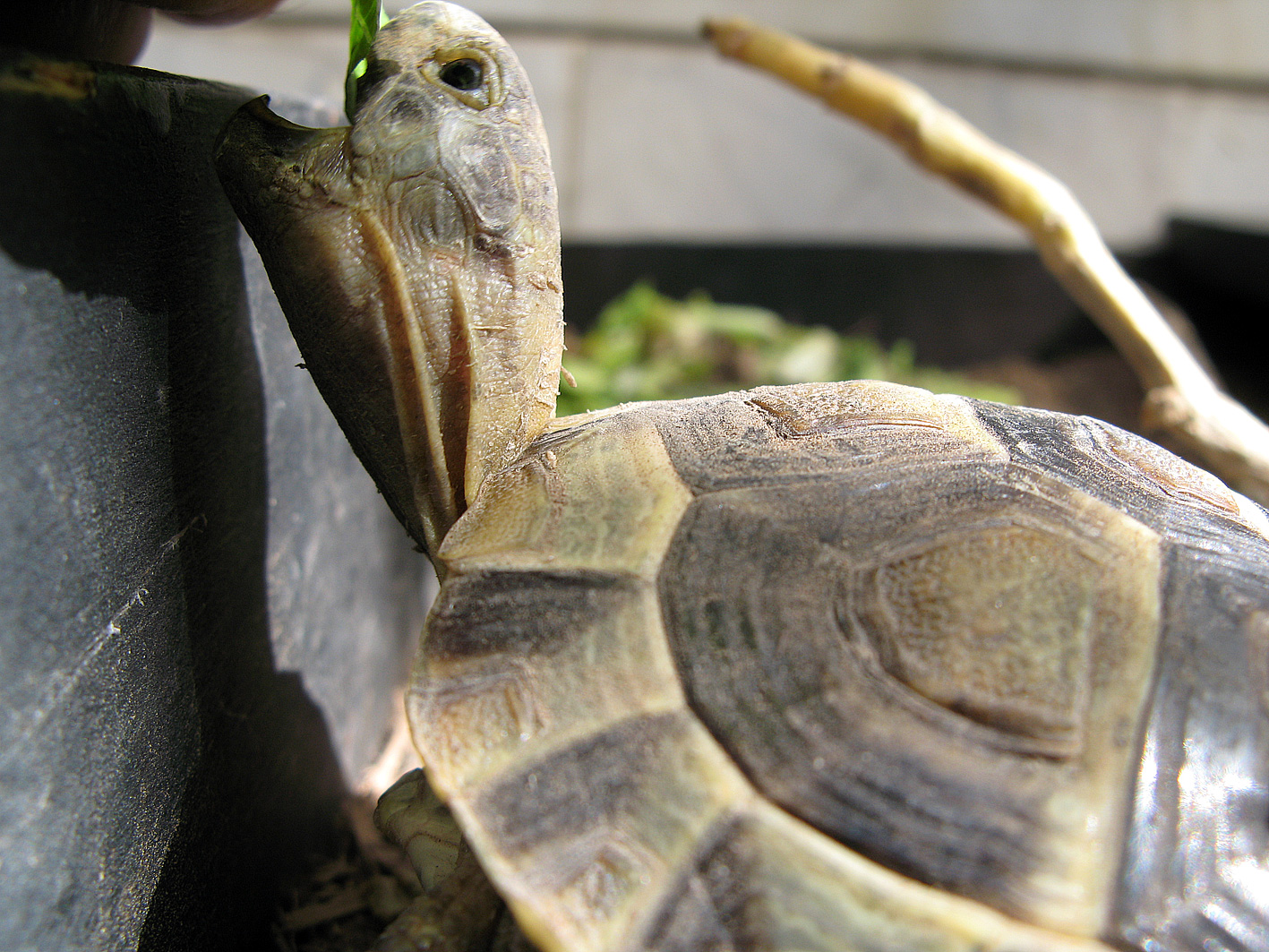
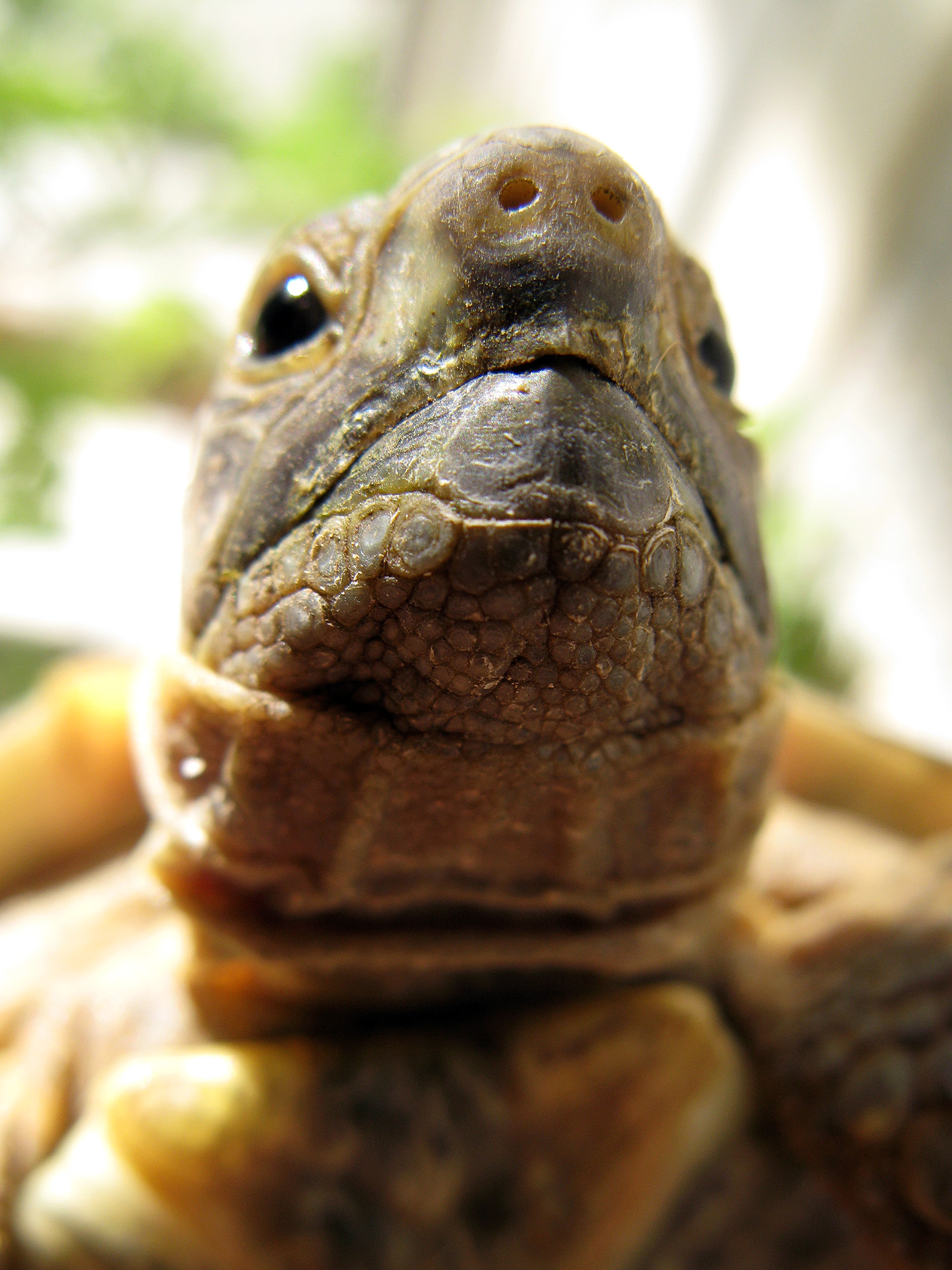